# DE-CIX

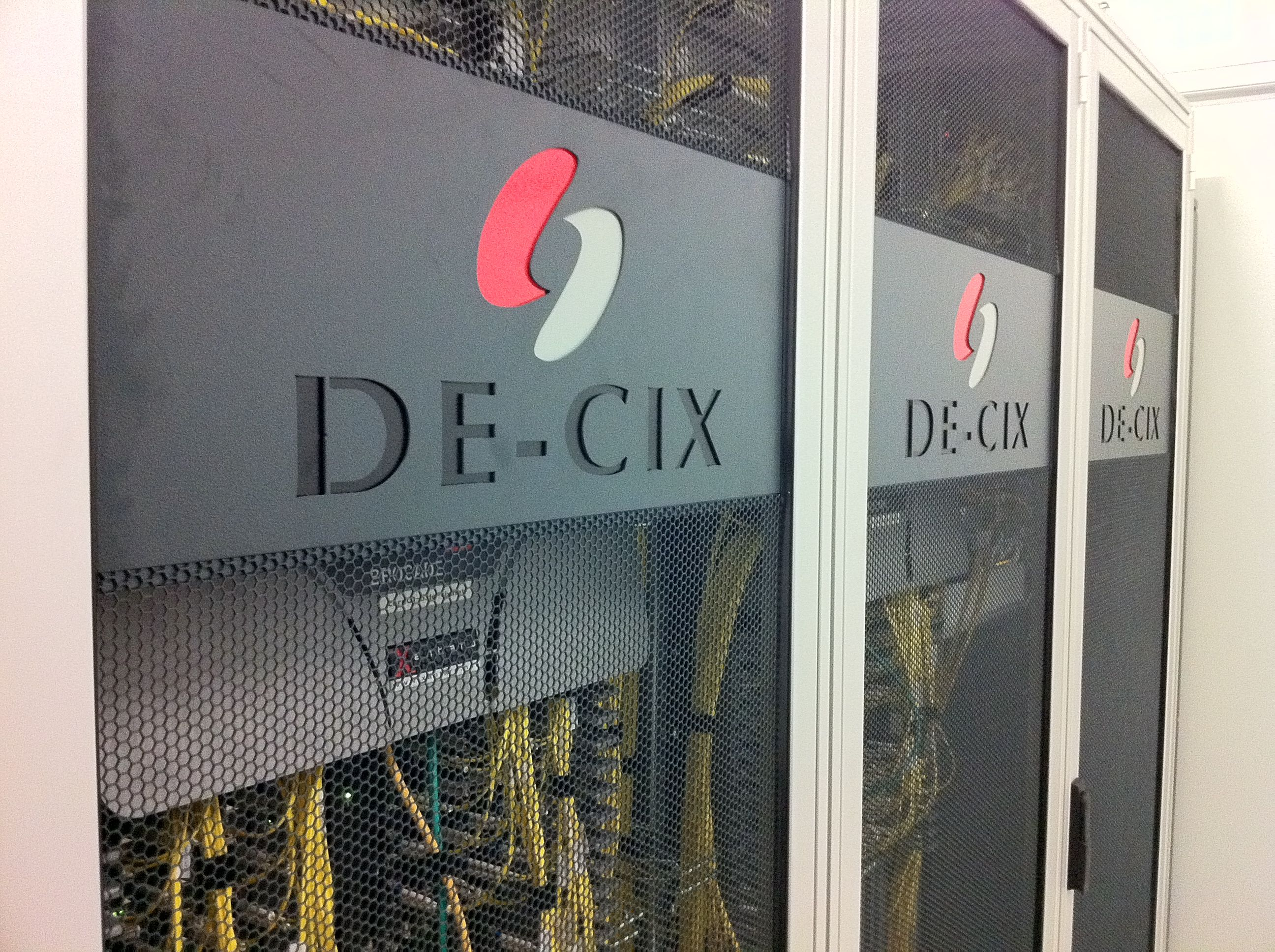
Een switch in 19 inchrek te DE-CIX

Het Deutscher Commercial Internet Exchange (Duitse commerciële internetknooppunt) (DE-CIX) is een internet exchange in Frankfurt am Main in Duitsland. Het is het grootste internetknooppunt in termen van piekverkeer met een maximale doorvoer van meer dan 2,5 terabit per seconde.
DE-CIX werd in 1995 opgericht en is gesitueerd op zeven locaties in Frankfurt. Ze beheert negen Force10 TeraScale E1200 switches. Zeven switches fungeren als rand-switches die 1GE en 10GE klantverbindingen ondersteunen en twee switches worden gebruikt voor de overige kern-infrastructuur.